# Zvjezdana skupina
Zvjezdana skupina je skupina je zvijezda koje zajedno drži gravitacija, a koje su ista podrijetla i koja se kreće u galaktičkom gravitacijskom polju kao jedna cjelina. Neki zvjezdani skupovi također sadrže osim zvijezda i oblake međuzvjezdanog plina i/ili međuzvjezdane prašine.
Po svojoj morfologiji, povijesno ih se dijeli na dvije vrste: kuglaste i otvorene. Lipnja 2011. godine se spomenulo novu vrstu skupova, koji imaju osobine obiju vrsta.
Skupina zvijezda koje ne vezuje gravitacija ili slabo vezanih mladih zvijezda, povezanih općim izvorom, nazivamo zvjezdanim asocijacijama. Odnosno, radi se o zvjezdanom skupu čije zvijezde potječu od ista izvora, no postale su gravitacijski nevezane, no još uvijek se skupa kreću kroz svemir. Identificira ih se po vektorima zajedničkog kretanja i dobi, te po kemijskim osobinama.